# 廣瀨村 (岩手縣)
廣瀨村（日语：〔〕／ Hirose mura */?）是日本昭和三十年（1955年）時廢除，原屬岩手縣江刺郡的村，現在是奥州市江刺區廣瀨。

## 沿革
- 明治八年（1875年）10月17日：隨著水澤縣進行村落整合，歌書村、鴨澤村、輕石村、一關村合併成廣瀨村。
- 明治廿二年（1889年）4月1日：因為町村制的實施，廣瀨村與稻瀨村的一部分（二關、三關）合併成新制的廣瀨村。
- 昭和三十年（1955年）2月10日：廣瀨村、伊手村、岩谷堂町、稻瀨村、愛宕村、田原村、玉里村、藤里村、梁川村、米里村合併成江刺町。

## 行政
- 歷代村長

| 代 | 姓名       | 就任                      | 退任                       | 備考 |
| -- | ---------- | ------------------------- | -------------------------- | ---- |
| 1  | 關村直記   | 明治22年（1889年）5月8日  | 明治26年（1893年）5月24日  |      |
| 2  | 神尾龜五郎 | 明治26年（1893年）5月25日 | 明治32年（1899年）4月14日  |      |
| 3  | 後藤高之亟 | 明治32年（1899年）5月16日 | 明治33年（1900年）5月5日   |      |
| 4  | 昆野廣治   | 明治33年（1900年）5月21日 | 明治36年（1903年）8月31日  |      |
| 5  | 後藤周三郎 | 明治36年（1903年）9月14日 | 明治38年（1905年）10月29日 |      |
| 6  | 昆野豐治   | 明治38年（1905年）11月7日 | 大正6年（1917年）11月6日   |      |
| 7  | 菊池良治   | 大正6年（1917年）11月7日  | 大正10年（1921年）11月6日  |      |
| 8  | 菊池惟重   | 大正10年（1921年）11月7日 | 昭和4年（1929年）11月6日   |      |
| 9  | 菊池藤藏   | 昭和4年（1929年）11月7日  | 昭和7年（1932年）12月26日  |      |
| 10 | 安部晟治郎 | 昭和8年（1933年）1月13日  | 昭和10年（1935年）3月31日  |      |
| 11 | 後藤博     | 昭和10年（1935年）4月12日 | 昭和16年（1941年）12月30日 |      |
| 12 | 菊池甚太郎 | 昭和17年（1942年）1月31日 | 昭和21年（1946年）1月30日  |      |
| 13 | 千田萬吉   | 昭和21年（1946年）1月31日 | 昭和21年（1946年）5月29日  |      |
| 14 | 後藤長治   | 昭和21年（1946年）7月15日 | 昭和23年（1948年）9月30日  |      |
| 15 | 菊池莊悦   | 昭和23年（1948年）11月9日 | 昭和27年（1952年）11月8日  |      |
| 16 | 菊池肇     | 昭和27年（1952年）11月9日 | 昭和30年（1955年）2月9日   |      |